# بریتیش ایروسپیس نمرود ای‌ئی‌دبلیو۳
بریتیش ایروسپیس نمرود ای‌ئی‌دبلیو۳ (به انگلیسی: British Aerospace Nimrod AEW3) یک هواگرد هشداردهنده هواپیما (AEW) بود که به وسیله نیروی هوایی سلطنتی بریتانیا (RAF) برای پوشش راداری هوایی در در کشور بریتانیا ارائه شد. این پروژه برای استفاده از هواپیمای موجود نمرود، برای استفاده در نیروی هوایی سلطنتی بریتانیا به عنوان یک هواپیمای گشت دریایی طراحی شده بود، همراه با یک سیستم رادار جدید با نام تجاری جدید و بسته‌های هواشناسی توسط مارکونی اویونیک که بعدها به بی‌ای‌ئی سیستمز اویونیک تبدیل شد.